# Min syster Eileen
Min syster Eileen är en amerikansk musikalfilm från 1955.

## Om filmen
Min syster Eileen är regisserad av Richard Quine. 
Filmen hade svensk premiär den 16 januari 1956. Den är en remake av Pass för den blonda! från 1942. Båda filmerna bygger på berättelser skrivna av Ruth McKenney. Richard Quine medverkade både den första filmatiseringen samt i den musikalversion från 1953 som spelades på Broadway.

## Rollista (i urval)
- Janet Leigh – Eileen Sherwood
- Jack Lemmon – Robert Baker
- Betty Garrett – Ruth Sherwood
- Bob Fosse – Frank Lippincott
- Kurt Kraznar – Papa
- Dick York – Ted Loomis
- Lucy Marlow – Helen
- Tommy Rall – Chick Clark
- Barbara Brown – mamma till Helen
- Horace McMahon – Polis Lonigan